# Natação na Universíada de Verão de 1991

## Quadro de medalhas
| Ordem | País                | Medalha de ouro | Medalha de prata | Medalha de bronze |    |
| ----- | ------------------- | --------------- | ---------------- | ----------------- | -- |
| 1     | USA Estados Unidos  | 9               | 11               | 10                | 30 |
| 2     | CHN China           | 9               | 5                |                   | 14 |
| 3     | CAN Canadá          | 3               | 3                | 7                 | 13 |
| 4     | FRA França          | 3               | 1                | 1                 | 5  |
| 5     | URS União Soviética | 2               | 3                | 6                 | 11 |
| 6     | POL Polônia         | 1               | 2                | 2                 | 5  |
| 7     | JPN Japão           | 1               | 2                | 1                 | 4  |
| 8     | ITA Itália          | 1               | 1                |                   | 2  |
| 9     | GBR Grã-Bretanha    | 1               |                  |                   | 1  |
| 10    | IRL Irlanda         | 1               |                  |                   | 1  |
| 11    | GER Alemanha        |                 | 4                | 1                 | 5  |
| 12    | MAS Malásia         |                 | 1                |                   | 1  |
| 13    | AUS Austrália       |                 |                  | 2                 | 2  |